# Cottbuser FV 1898
Cottbuser FV 1898 was een Duitse voetbalclub uit de Brandenburgse stad Cottbus, die bestond van 1898 tot 1945.

## Geschiedenis
De club werd in het voorjaar van 1898 opgericht als TuFC Britannia Cottbus. De club richtte in 1900 de voetbalbond van Neder-Lausitz op (Verband Niederlausitzer Ballspiel-Vereine). Tot 1904 lukte het niet om een volwaardige competitie op touw te zetten. Bij het eerst volledige kampioenschap in 1904/05, waaraan zes clubs deelnamen, werd de club vierde achter drie stadsrivalen. Na dit seizoen ging de voetbalbond op in de nieuwe Zuidoost-Duitse voetbalbond. De kampioen van Neder-Lausitz mocht deelnemen aan de eindronde van die bond en de winnaar daarvan stootte door naar de nationale eindronde.
In 1906/07 werd de club kampioen en plaatste zich voor de eindronde. Na een overwinning tegen ATV Liegnitz plaatste de club zich voor de finale tegen SC Schlesien Breslau, die verloren werd. De volgende seizoenen kon de club de titel niet meer behalen. Tijdens de Eerste Wereldoorlog werden de activiteiten gestaakt. Na de oorlog werd de naam gewijzigd in Cottbuser FV 1898 omdat Groot-Brittannië de tegenstander was in de oorlog. Ook Britannia Berlin, Britannia Halle en Britannia Posen moesten hun naam veranderen.
In 1923 werd de club opnieuw kampioen. De eindronde werd nu in groepsfase gespeeld met vijf clubs. FV werd derde met één punt achterstand op Beuthener SuSV 09 en Vereinigte Breslauer Sportfreunde. De volgende titel kwam er in 1925/26. Er namen 7 clubs deel aan de eindronde en FV werd nu vierde. Twee jaar later mocht de club als vicekampioen ook naar de eindronde, deze keer werd de club vijfde.
In 1928/29 werd de vierde titel van Neder-Lausitz behaald. Na nog een kwalificatie gewonnen te hebben tegen Saganer SV werd de club laatste in de groepsfase. Deze plaats was ook in 1929/30 het deel van de club. In 1930/31 en 1931/32 liet de club enkel FC Viktoria Forst achter zich. In het laatste kampioenschap van Neder-Lausitz werd de club nog eens kampioen al werd de club opnieuw laatste in de eindronde.
Na dit seizoen kwam de Nationaalsocialistische Duitse Arbeiderspartij aan de macht en werden de regionale voetbalbonden opgeheven. De ontelbare regionale kampioenschappen werden ontbonden en de Gauliga werd met zestien reeksen de nieuwe hoogste klasse. De club fusioneerde met CSC Friesen Cottbus en nam de naam SV Cottbus-Süd aan. De club ging in de Gauliga Berlin-Brandenburg spelen en kwam tegenover andere clubs te staan dan de teams waartegen al jaren gespeeld werd. De meeste teams van de voormalige Zuidoost-Duitse voetbalbond speelden in de Gauliga Schlesien. De club werd afgetekend laatste en ze degradeerden. Na dit seizoen werd de fusie ongedaan gemaakt. De Gauliga werd gedomineerd door de talrijke topclubs uit Berlijn en de club slaagde er niet in om terug te keren naar het hoogste niveau.
Na de Tweede Wereldoorlog werden in eerste instantie alle Duitse voetbalclubs ontbonden. De meeste zijn nadien weer heropgericht, maar Cottbuser FV 1898 niet.

## Erelijst
Neder-Lausitz
1907, 1923, 1926, 1929, 1933